# Église Saint-Nicolas de La Ferté-Vidame
L'église Saint-Nicolas est une église catholique située à La Ferté-Vidame, dans le département français d'Eure-et-Loir, en région Centre-Val de Loire.

## Historique
L'église est construite en 1658-1659 sur les ruines d'une ancienne église devenue temple protestant pendant les guerres de religion. Elle résulte d'une commande de Claude de Rouvroy de Saint-Simon, père du célèbre mémorialiste Louis de Rouvroy de Saint-Simon.
Ce dernier et sa femme Marie-Gabrielle, fille aînée de Guy de Durfort, duc de Lorges, ayant vécu à La Ferté-Vidame, sont inhumés dans un caveau au sein de l'église, respectivement en 1743 et 1755, Saint-Simon demandant que les cercueils soient solidement liés.
En 1794, des révolutionnaires profanèrent les cercueils pour récupérer les plombs et jetèrent les corps dans une fosse commune creusée au chevet de l'église. Une plaque y est apposée en 1975 à l'occasion du tricentenaire de la naissance du courtisan.
L'édifice est classé au titre des monuments historiques en 1976.

## Architecture
L'édifice de style baroque présente en façade sud deux sculptures en terre cuite, protégées par une couche de lait de chaux, représentant saint Pierre et saint Paul.

Architecture extérieure
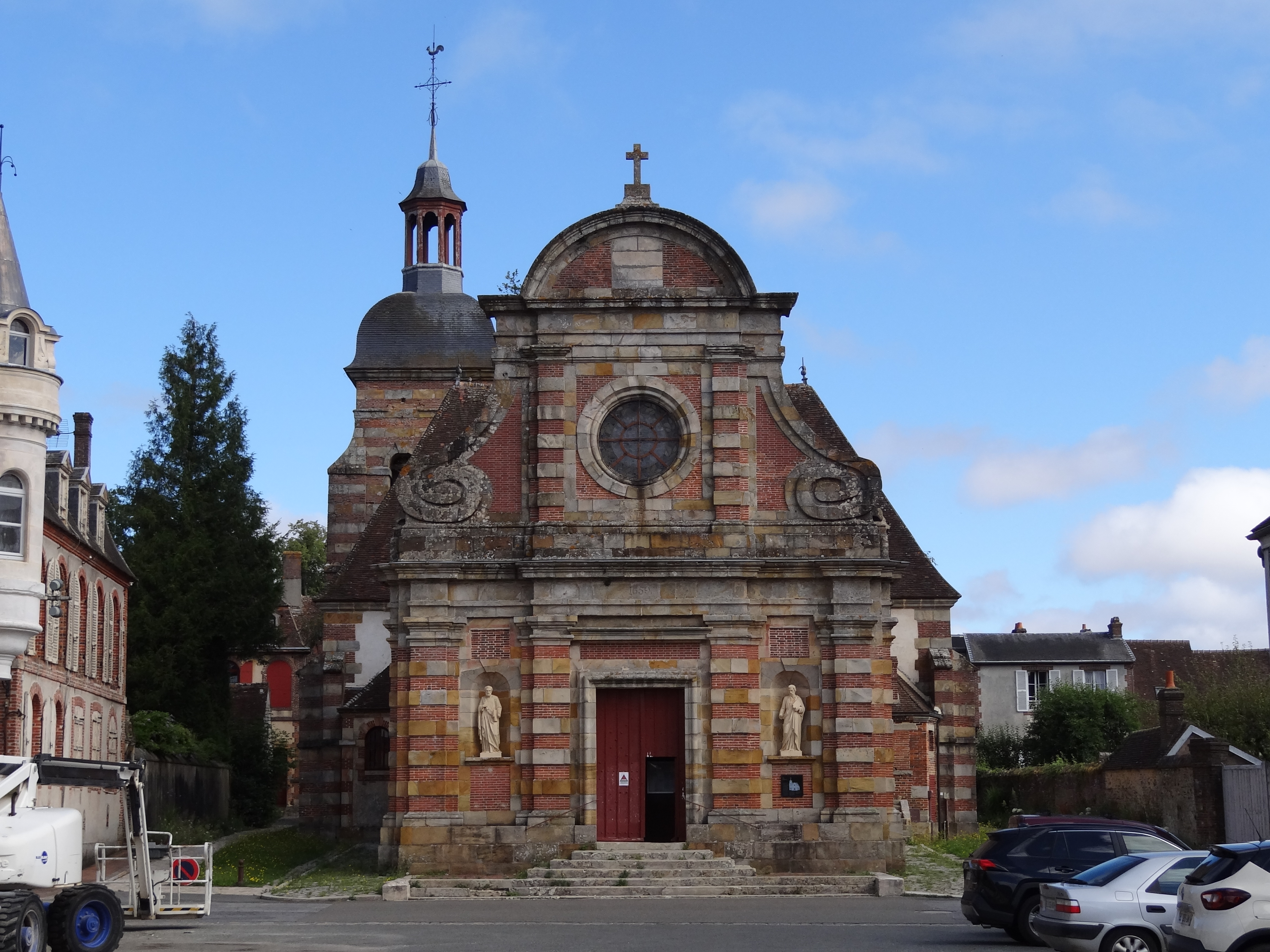
Vue d'ensemble.
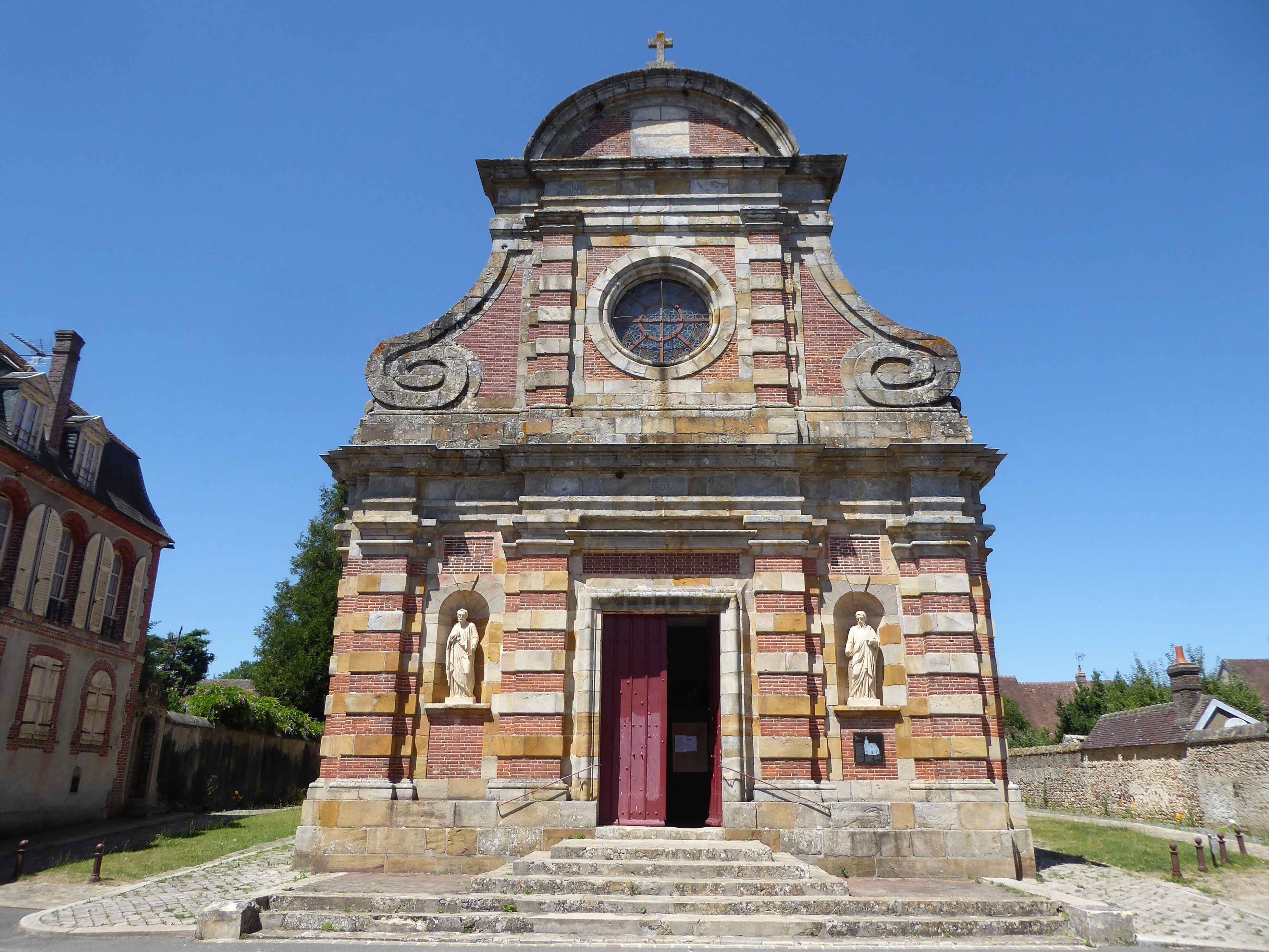
L'entrée sud-est.
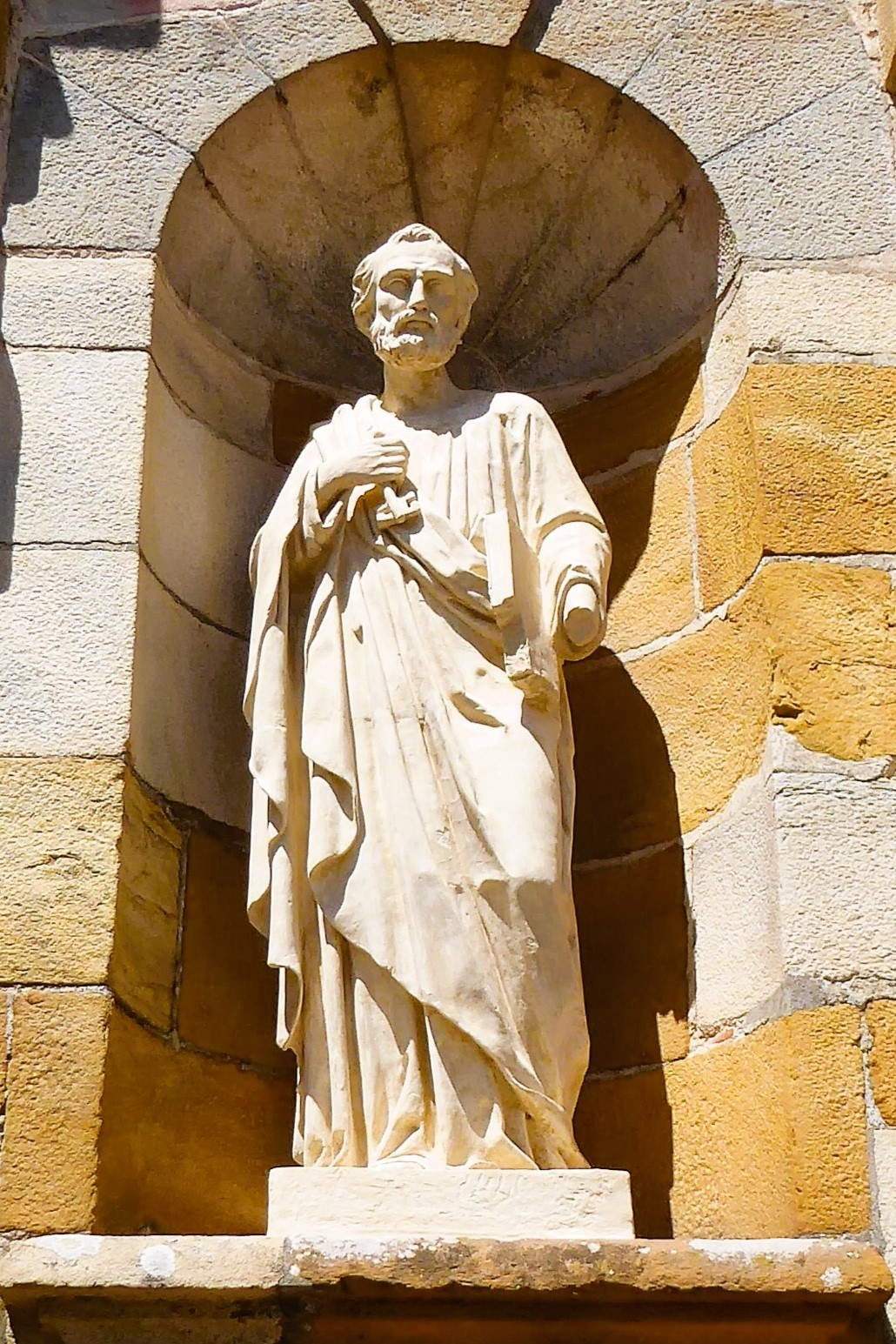
Statue de saint Pierre.
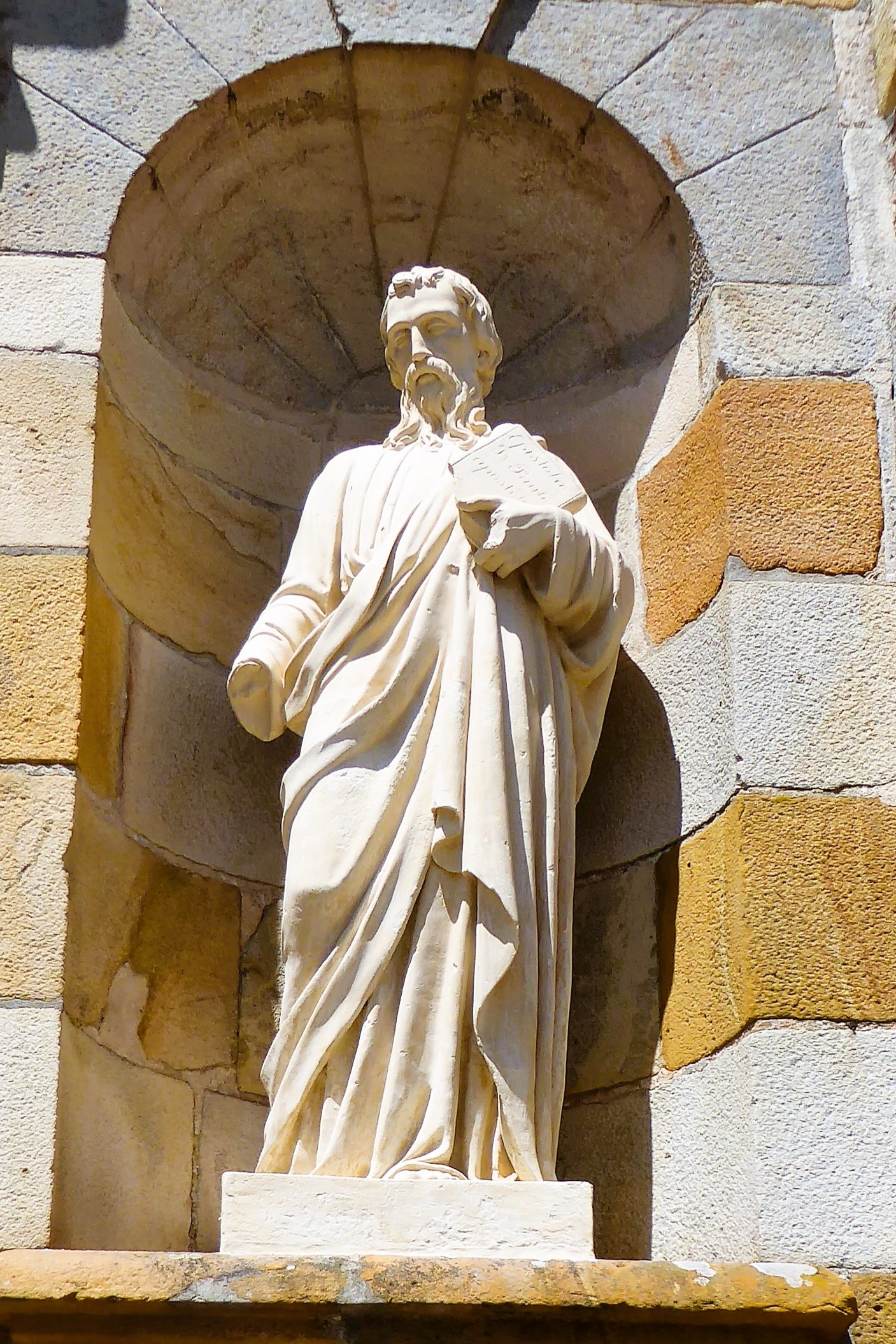
Statue de saint Paul.
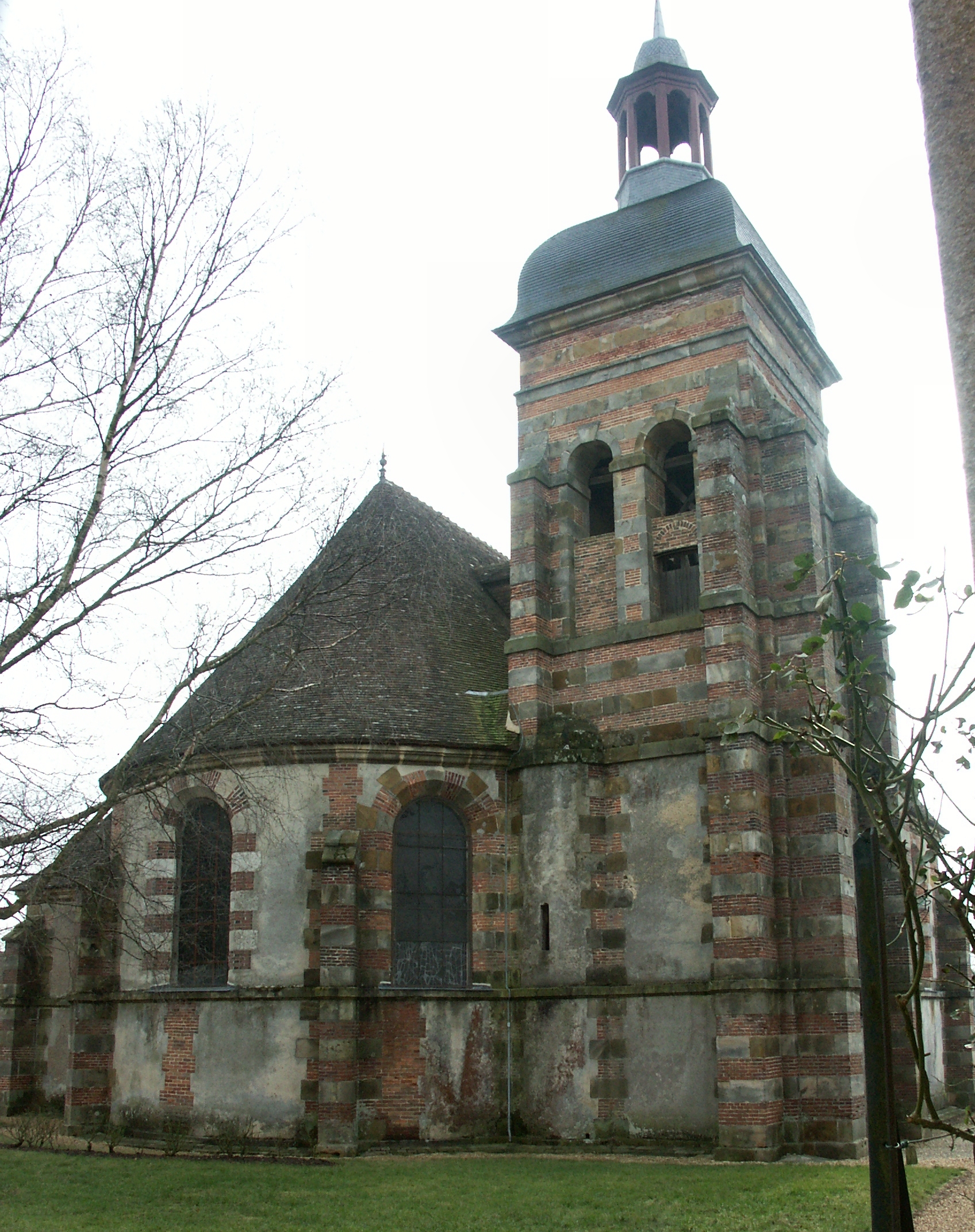
La tour-clocher et l'abside nord-ouest.

## Patrimoine mobilier

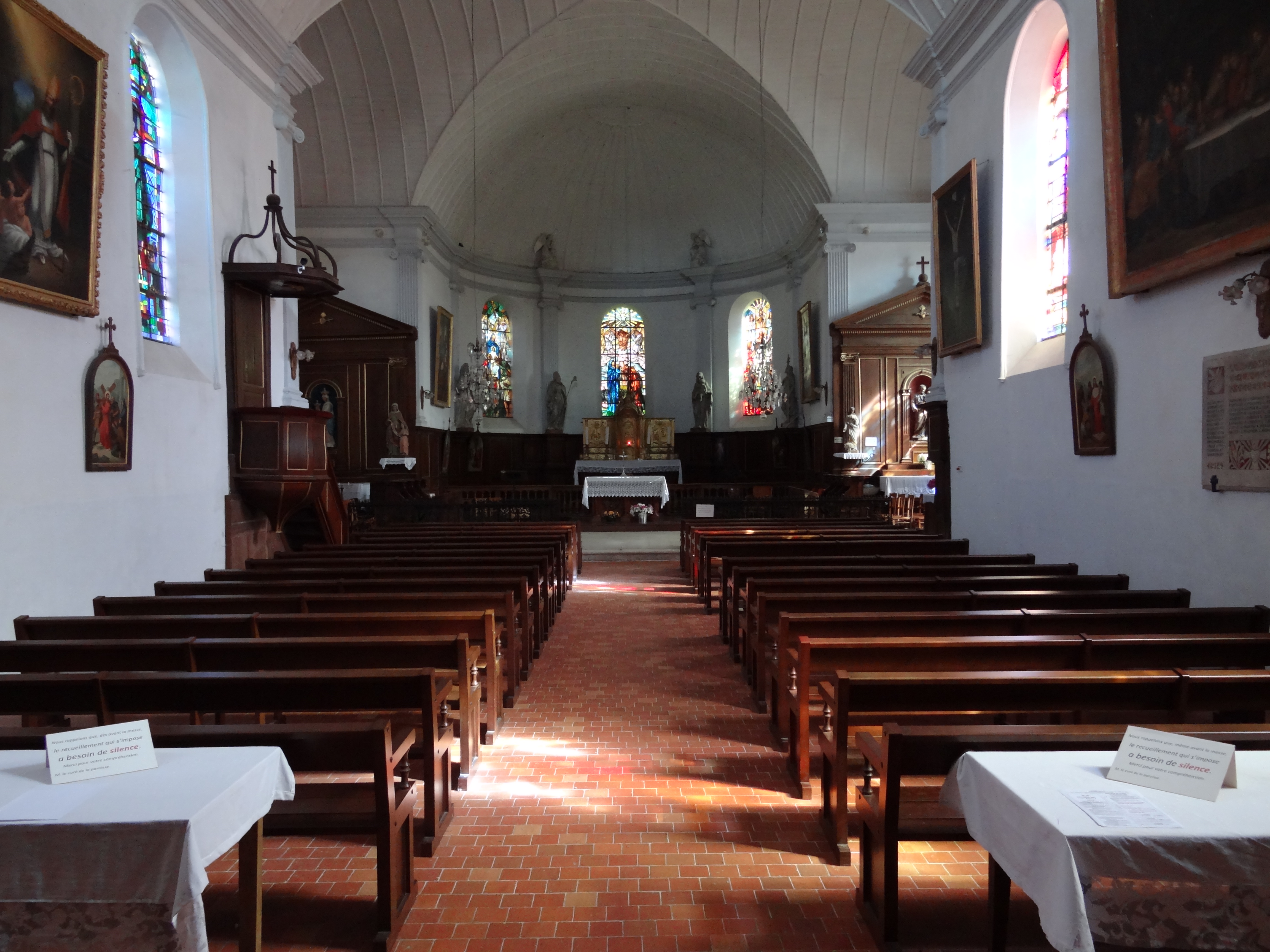
Vue de la nef.

La patrimoine immobilier est abondant et de qualité : douze éléments, dont huit tableaux, sont inscrits au titre d'objets monuments historiques.

### Tableaux
Le patrimoine mobilier comporte notamment les huit tableaux suivants :
- Trois d'entre eux sont restaurés en 1845 par Frédéric Legrip (ou Legrippe)[5] :
  - Nativité (la), datant de la première moitié du XVIIIe siècle[6] ;
  - La Cène, du deuxième quart du XIXe siècle[7] ;
  - L'Adoration des mages, copie d'après Francisco de Zurbaran du deuxième quart du XIXe siècle[8].
- Sont également inscrits en tant qu'objets monuments historiques : 
  - La Vierge au rosaire, 1790 (non exposé)[9] ;
  - Saint Jérôme, XVIIIe siècle, copie d'après Francesco Trevisani (non exposé)[10] ;
  - Résurrection (la), première moitié du XVIIIe siècle (non exposé)[11] ;
  -  La Résurrection de Lazare, par Lucien Jonas, 1944[12] ;
  - La Crucifixion, par Lucien Jonas, 1944[13], ainsi que trois dessins préparatoires de 1943[14].

L'église conserve également trois toiles dont une Vierge à l'Enfant du peintre Adolphe Yvon (1817-1893) dont les parents reposent au cimetière de la commune.

Tableaux monuments historiques
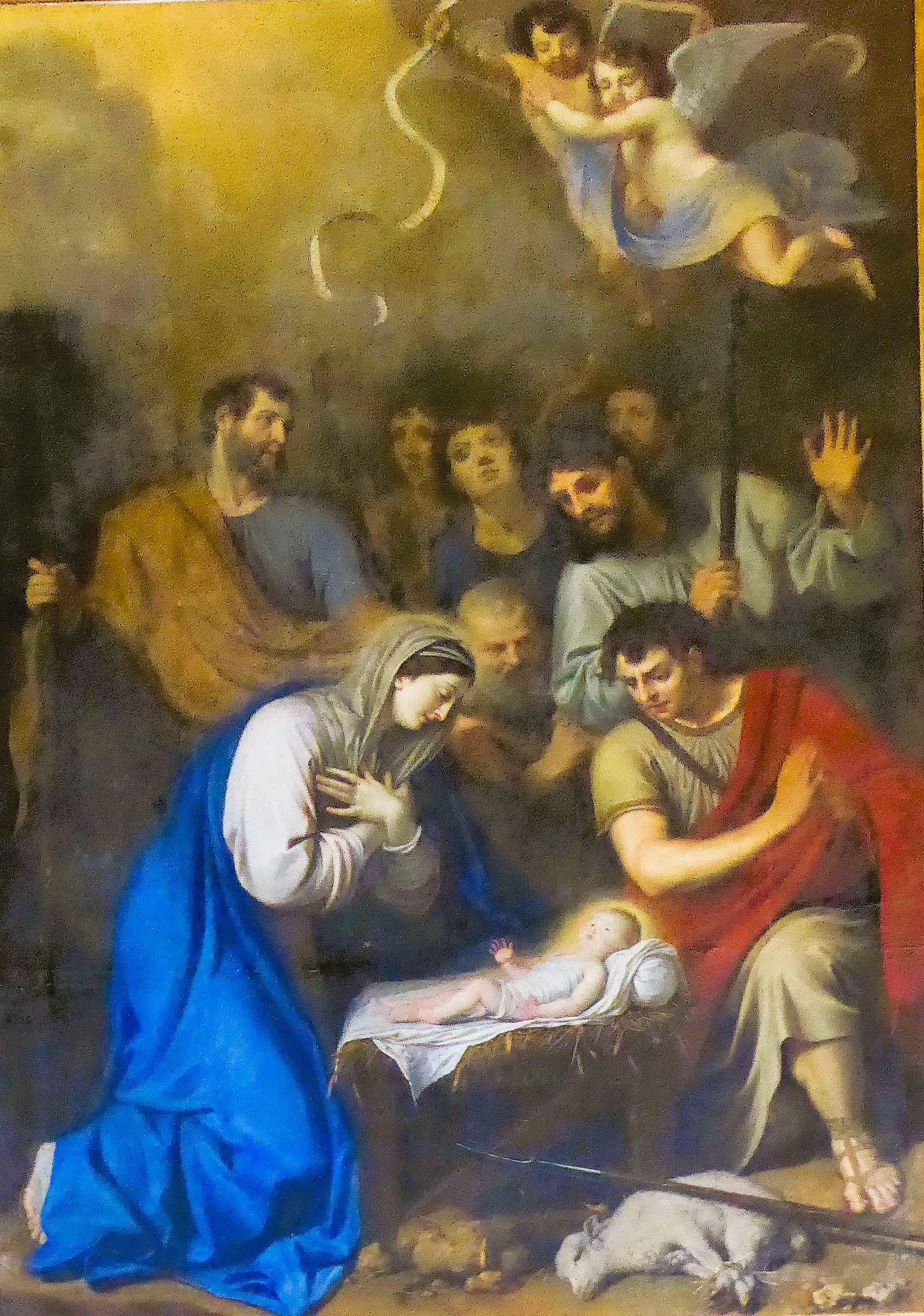
Nativité.
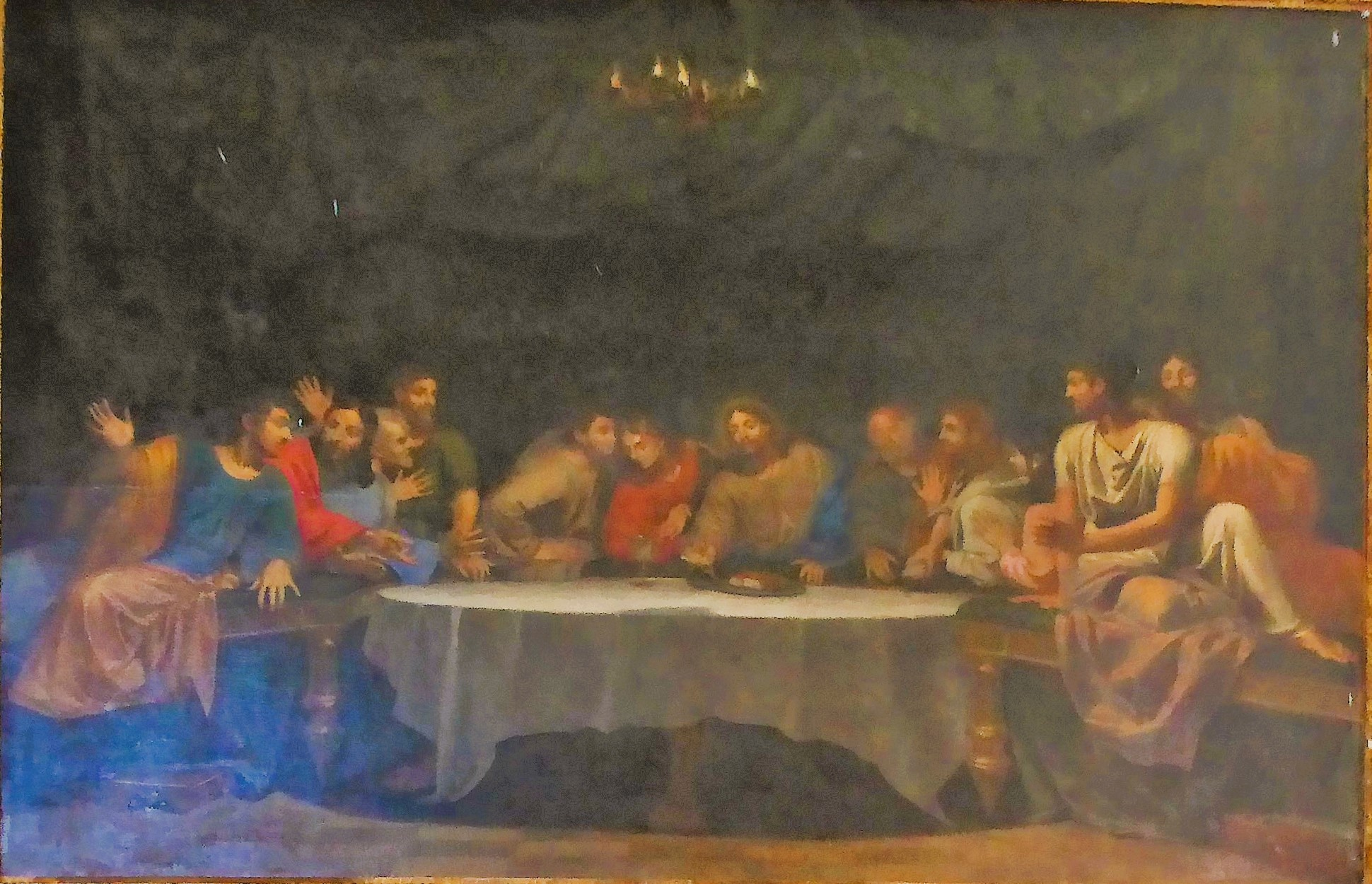
La Cène.
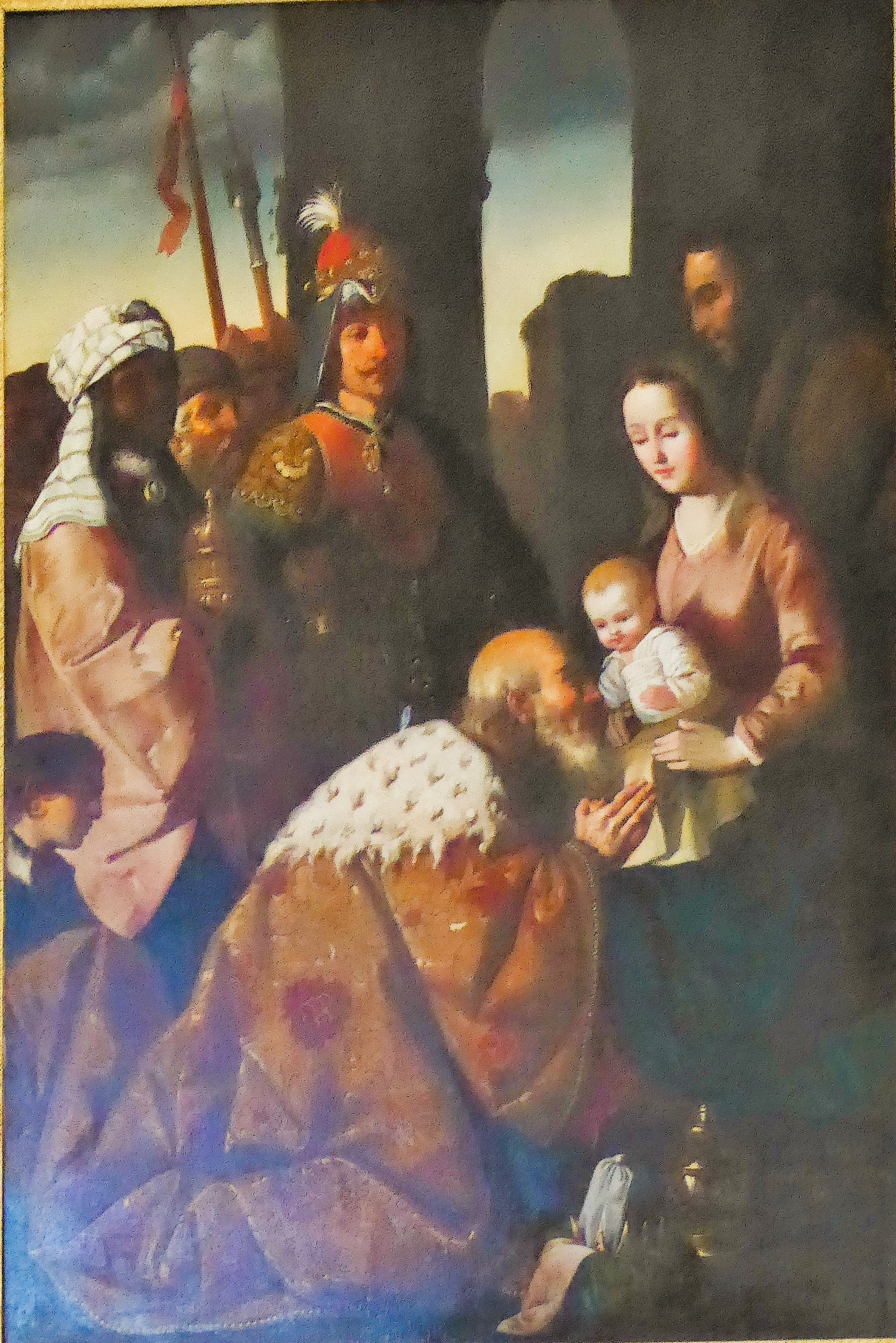
Adoration des Mages.
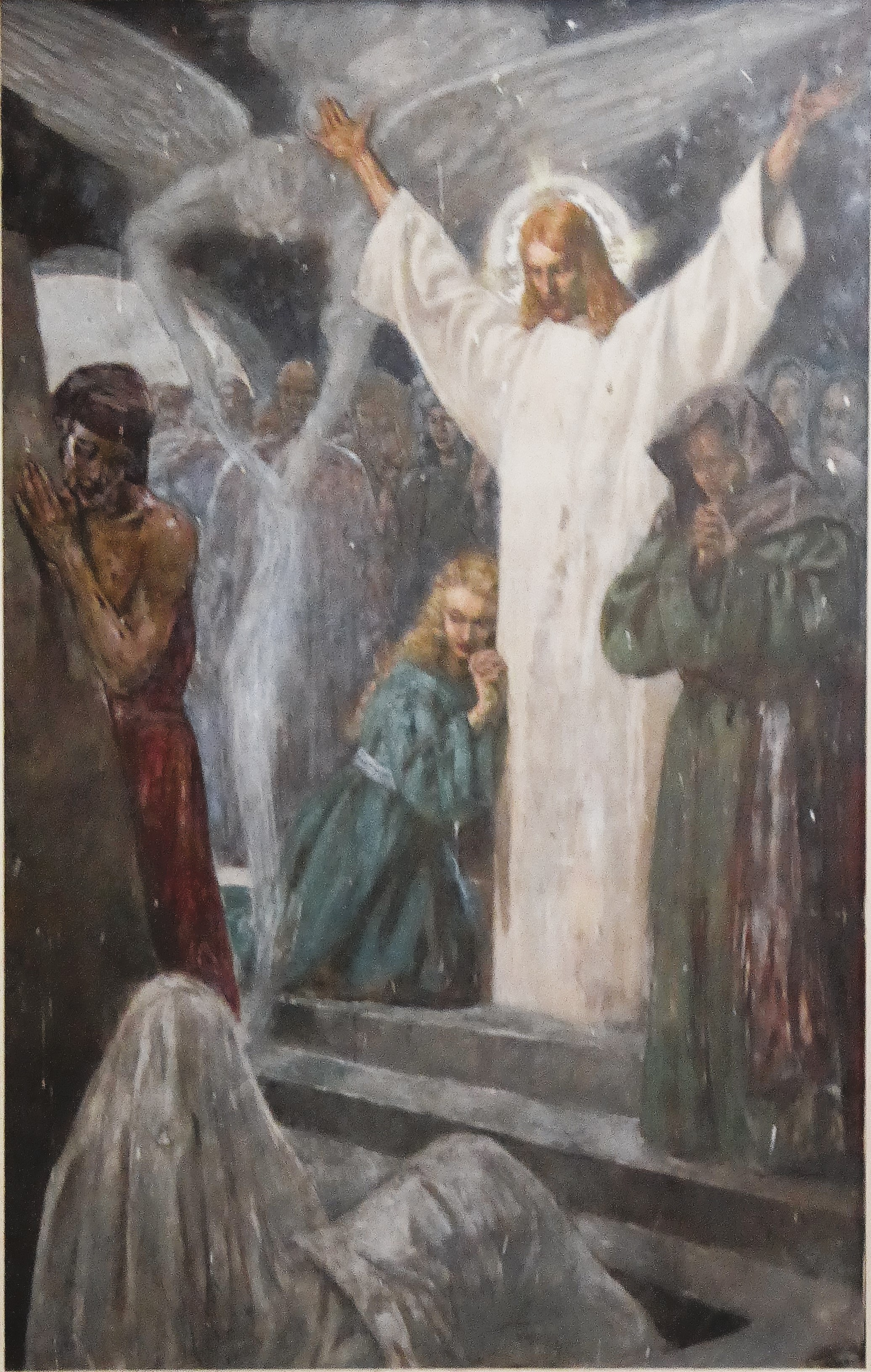
Résurrection de Lazare.
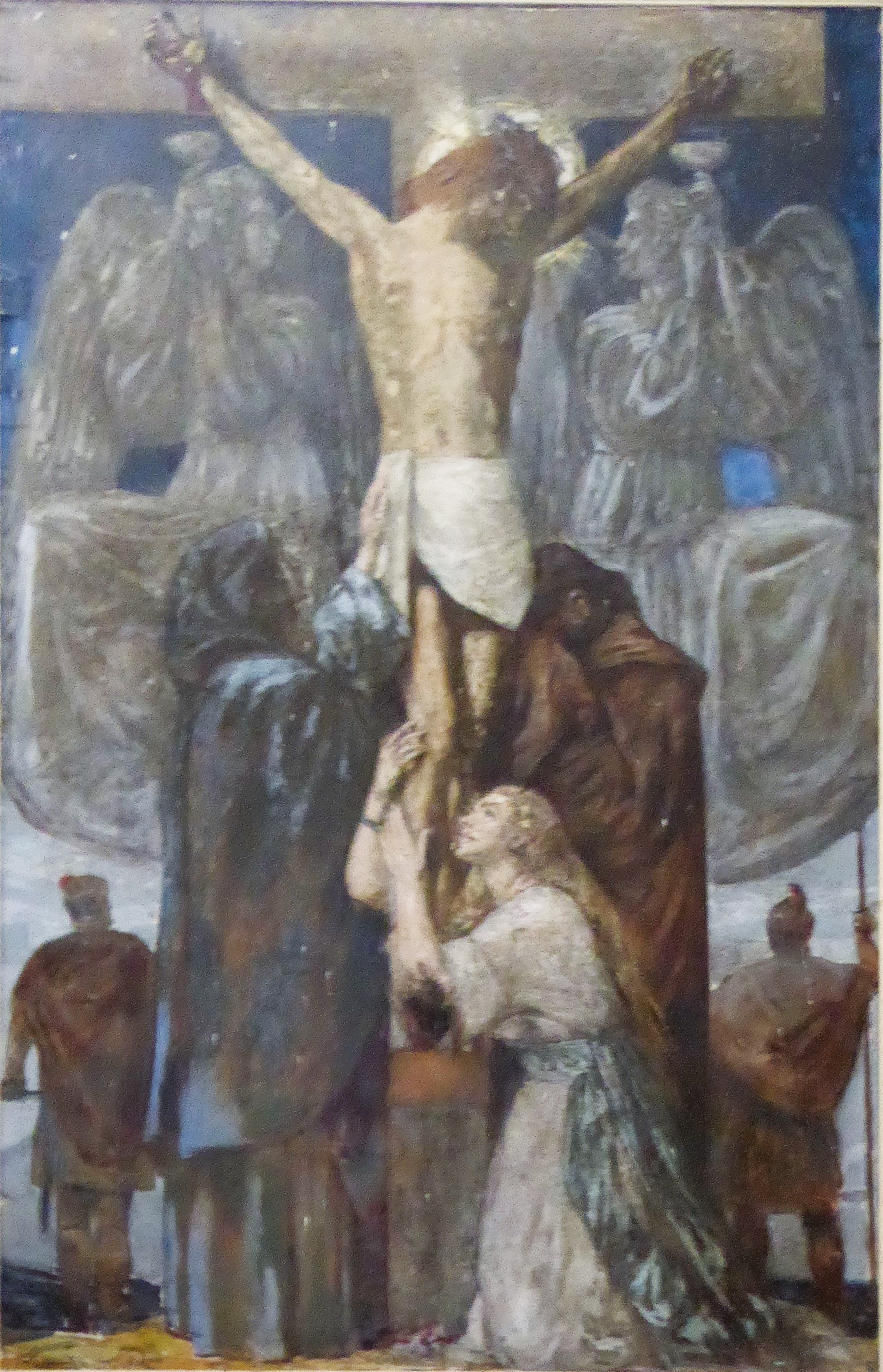
Crucifixion.

### Autres mobiliers monuments historiques

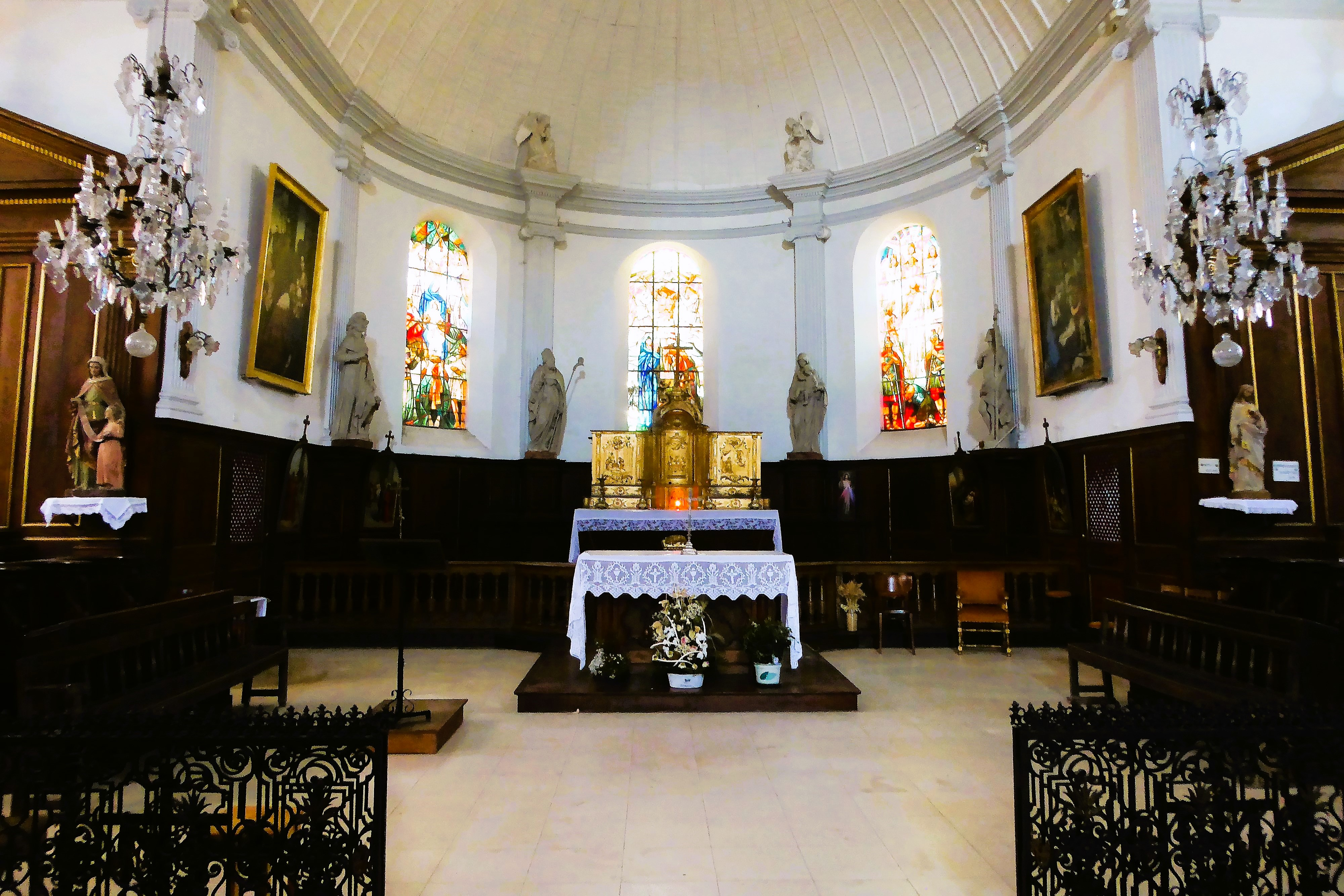
Clôture à balustres du chœur et tabernacle.

- Le tabernacle formant retable du maître-autel de 1750[15] ;
- La clôture de chœur à balustres du XVIIe siècle[16] ;
- La cloche de clocher « Jean Joseph Rosalie », fondue en 1769 par Nicolas Simonnot et restaurée en 2014[17].

### Dalle funéraire

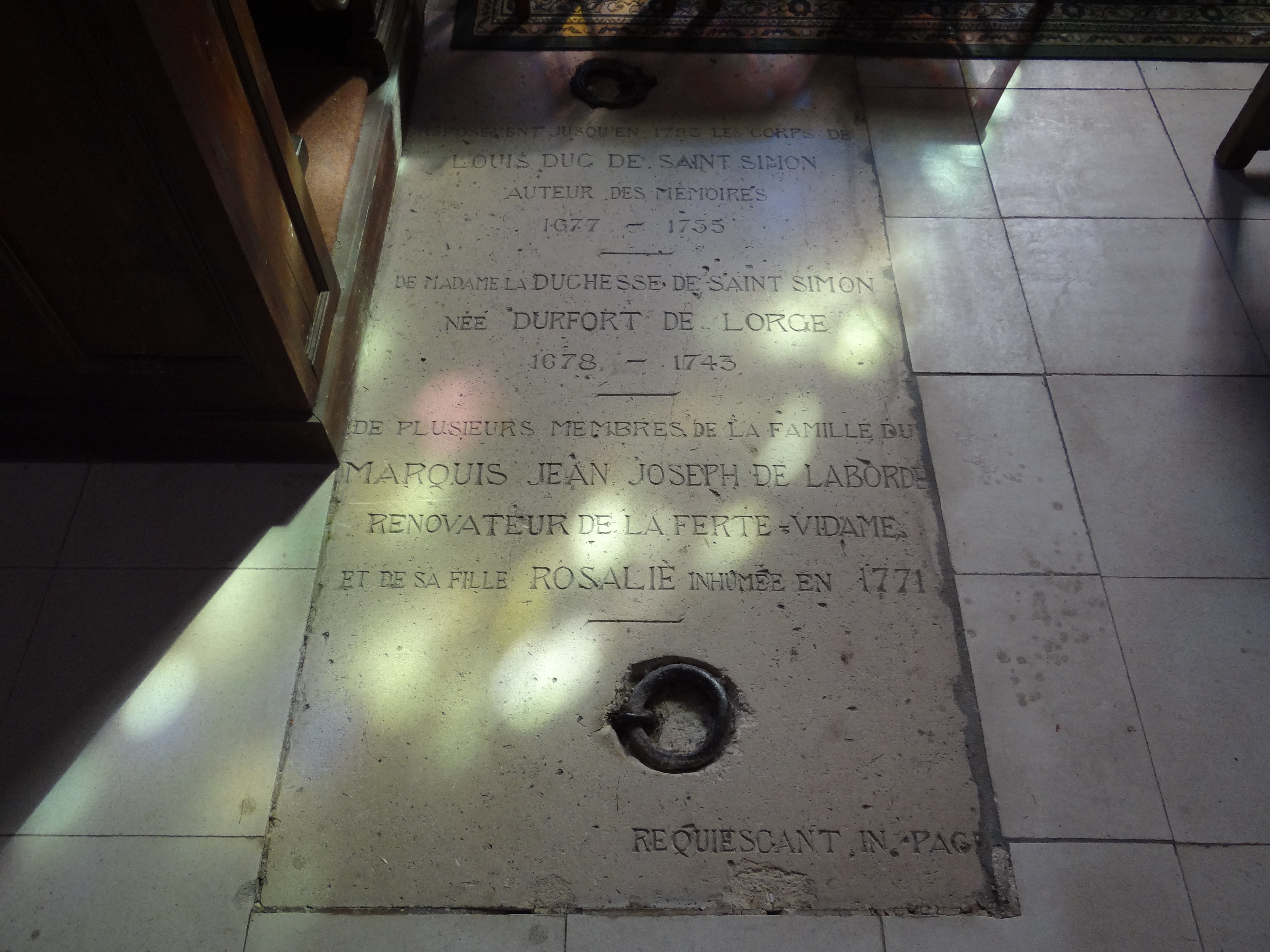
Dalle funéraire des Saint-Simon.

Dans le caveau seigneurial des Saint-Simon, situé dans la chapelle de la Résurrection dans le bras droit du transept, se trouve une plaque funéraire avec l'inscription suivante :

« Ci git Louis de Saint Simon, pair de France, comte de Rasse, Grand d’Espagne de première classe, marquis de Ruffec, comte de La Ferté Arnault, vidame de Chartres, gouverneur des ville, citadelle et comté de Blaye, bailly et gouverneur de Senlis, chevalier des ordres du Roy, cy devant du Conseil de Régence dès son établissement, depuis ambassadeur extraordinaire en Espagne, décédé le 2 mars 1755, âgé de 80 ans environ. Requiescat in pace. »

La dalle funéraire comporte le texte suivant :

« Reposent jusqu'en 1794 (?) les cœurs de /   
Louis duc de Saint-Simon / 
Auteur des Mémoires / 
1677 (?) - 1755 / 
De Madame la duchesse de Sain-Simon / 
Née Dufort de Lorge / 
1678 - 1743 / 
De plusieurs membres de la famille du / 
Marquis Jean Joseph de La Borde / 
Rénovateur de la Ferté-Vidame / 
Et de sa fille Rosalie inhumée en 1771 / 
Requiescant in pace »

### Vitraux
Trois vitraux du verrier Duclos du Mans représentent Jésus parmi les Docteurs, daté de 1867, saint Nicolas et saint Jean-Baptiste. Trois vitraux plus récents de l'atelier Lorin de Chartres mettent en scène saint-Roch, daté de 1950, Thérèse de Lisieux, ainsi qu'un vitrail en souvenir des docteurs Filleul.

Vitraux de Duclos du Mans
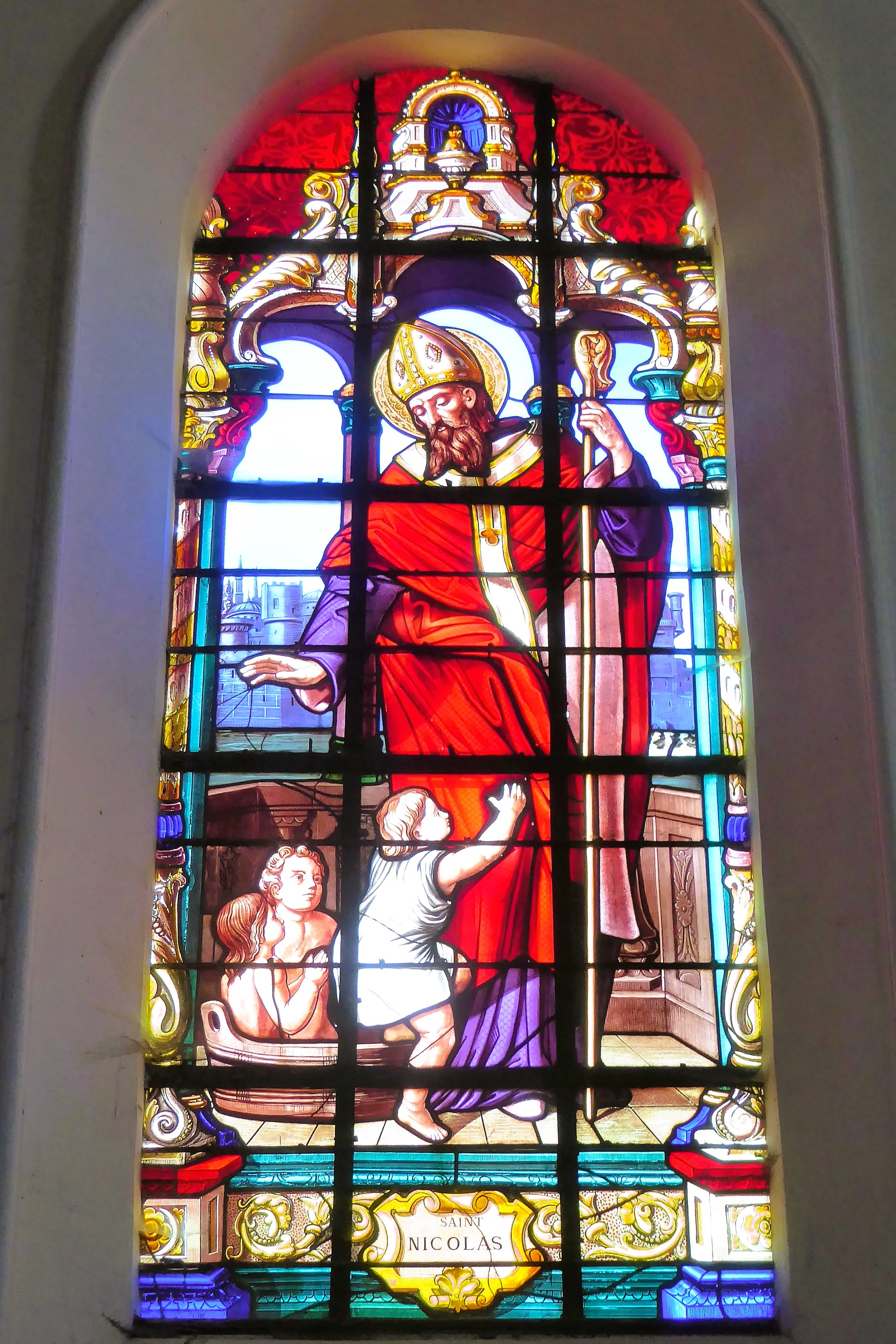
Saint Nicolas.
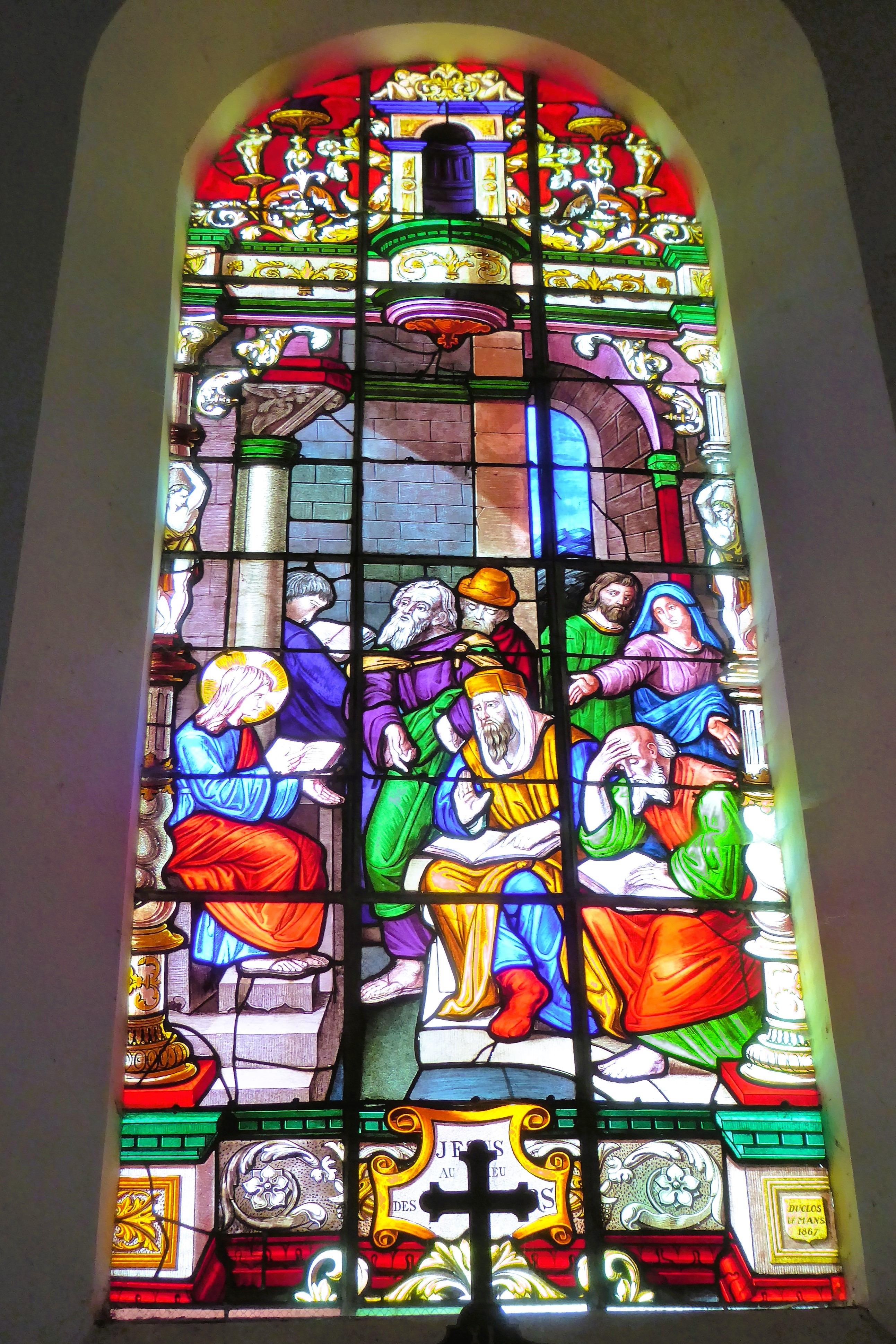
Jésus parmi les Docteurs, 1867.
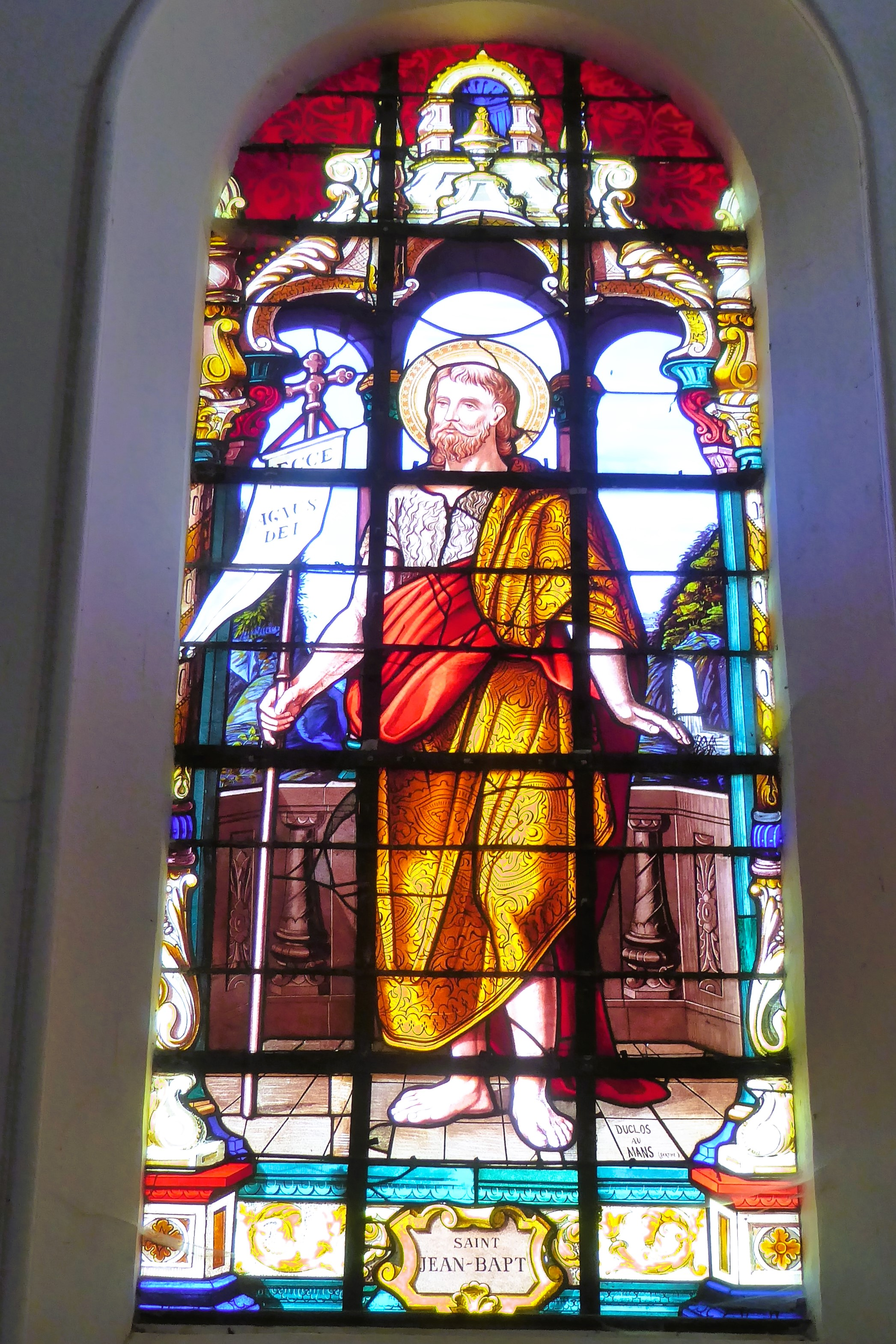
Saint Jean-Baptiste.